# Хауран
Хауран ( арап. حوران) је назив за вулкански плато, географско подручје и народ који се налази на територији југозападне Сирије и протеже се ка северозападном делу Јордана. Њено име потиче од арамејске речи Hawran, што значи „земља пећина“. У географским и геоморфном смислу, ова висораван се протеже од околине Дамаска и планине Хермон на северу, до јорданске планине Аџлун на југу. Она укључује и Голанску висораван на западу и ограничена је рифтом јорданска долина; такође укључује Џабал ал-Друзи на истоку и са те стране је омеђена сушнијим степским и пустињским теренима. Река Јармук исушује највећи део Хаурана ка западу и она је највећа притока реке Јордан.
Вулканско земљиште у Хаурану чини га једним од најплоднијих региона у Сирији; на њему успевају значајни приноси пшенице и познато је по својим виноградима. Падавине у овом региону су изнад просека, али има мали број река. Хауран се у великој мери ослања на снег и кишу током зиме и пролећа, а многи од античких локалитета садрже базене и објекте за складиштење воде, како би се сезонске падавине што боље искористиле. Ово подручје је другачије од осталих историјских плодних области Сирије (речне долине Оронта и Еуфрата) које се ослањају на контролисане системе за наводњавање ради побољшања пољопривредне продуктивности. Од средине 1980, Сирија је изградила велики број сезонских брана за складиштење воде у оквиру речног слива реке Јармук.

## Историја
Долину Хауран су првобитно насељавале мале групе ловаца и сакупљача. Око 12.000 година пне, алати од микролита и костију су постали део свакодневног начина живота. Сматра се да је развој пољопривреде око 10.000 година пре нове ере изазвало пољопривредну револуцију која је променила људску историју и отворила пут за појаву древних цивилизација после миленијума лова и сакупљања у малим групама. У овом периоду, Натуфијци су се настанили у Тајиби на југу Хаурана, и југозападно од платоа Хауран у Табкат Фахлу и Голанској висоравни на западу, као и широм Канаана.
Источно од Хаурана, око 8.300. године п. н. е., почело се са узгајањем пшенице и њихови суседи на западу у Канаану и на истоку у Месопотамији почели су да живе у овалним кућама. Између 8.000 и 7.000 година пре нове ере, људи Хаурана су углавном ловили газеле и лисице. Између 7000 и 6000 година пре нове ере, њихова свакодневна исхрана се углавном састојала из домаћих животиња (овце, козе, свиње, говеда) и култивисаних житарица. До 4. миленијума пре нове ере (4.000. п. н. е. до 3.000. п. н. е.) било је много халколитичких насеља у долини реке Јармук.
Хауран се помиње у Библији (Језекиљ 47: 16-18). Описује граничну област израиљског краљевства у то време. Много векова касније, древни Грци и Римљани називали су ову област Auranitis, и тиме обележили јасну источну границу римске Сирије; ово је поткрепљено добро очуваним римским рушевинама у градовима Босра и Шахба. У то време, Хауран је такође укључивао северне градове Декаполиса.
У својим путописима, швајцарски путник Јохан Лудвиг Буркхарт у 19. веку је записао своја запажања о људима из овог региона:
„Моји сапутници намеравају да напусте Дамаск врло рано следећег јутра, отказао сам свој боравак вечерас, и отишао са њима да спавам у малом хану у предграђу Дамаска, у коме Хаурани, или народ области Хауран, углавном бораве.“
Раније фотографије археолошких локалитета из Хаурана, забележене крајем 19. и почетком 20. века од стране немачког истраживача и фотографа, Хермана Буркхарта, сада се чувају у Етнографском музеју у Берлину. Данас Хауран није издвојен политички округ, већ он обухвата сиријске губерније Кунеитру, ал-Сувејду и Дарау, као и јорданске губерније Ирбид, Аџлун и Џераш, као и западни део губерније Мафрак. Међутим, име се још увек користи колоквијално од стране становника региона и странаца, и односи се на област и њен народ.